# Breutelia tenuifolia
Breutelia tenuifolia là một loài rêu trong họ Bartramiaceae. Loài này được Mitt. Paris mô tả khoa học đầu tiên năm 1900.